# 傑列韋涅茨湖
57°05′06″N 30°16′30″E / 57.08500°N 30.27500°E
傑列韋涅茨湖（俄语：Деревенец），是俄羅斯的湖泊，位於該國西北部，由普斯科夫州負責管轄，處於別扎尼齊區，面積1平方公里，集水區面積17.6平方公里，平均水深0.7米，最大水深1.8米。